# Frank Mills
Frank Mills (27 de junio de 1942) es un pianista y artista discográfico canadiense, más conocido por su éxito instrumental en solitario "Music Box Dancer".

## Primeros años y educación
Mills nació en Montreal (Quebec). Se crio en Verdún (Quebec) y empezó a tocar el piano a los tres años. Su familia era musical y su madre también tocaba el piano y su padre cantaba como tenor. A los 17 años, ambos padres murieron de cáncer.
Mills asistió a la Universidad McGill durante cinco años. En McGill, inicialmente estudió ingeniería, pero finalmente se cambió al Departamento de Música. Entretenía a sus hermanos de la fraternidad Delta Upsilon con canciones que iban desde el ragtime hasta Bob Dylan (un músico nuevo en aquella época). El piano de la fraternidad tenía chinchetas en cada martillo y producía un sonido único.

## Carrera
A finales de la década de 1960, Mills se convirtió en miembro de The Bells. Dejó la banda en 1971, justo antes de que tuviera éxito internacional con el sencillo "Stay Awhile".
Mills trabajó como pianista para la CBC Television y grabó su primer álbum en solitario, Seven Of My Songs, que produjo el exitoso sencillo "Love Me, Love Me Love". La canción debutó en las listas canadienses en octubre de 1971 y a principios del año siguiente alcanzó el número 1 en las listas canadienses, el número 46 en el Billboard Hot 100 y el número 8 en la lista Billboard′s Easy Listening. Su versión de 1972 de "Poor Little Fool" de Ricky Nelson llegó al número 25 de las listas canadienses, pero solo alcanzó el número 106 en Estados Unidos.
Mills lanzó un álbum en 1974 que incluía "Music Box Dancer", pero inicialmente no fue un éxito. Cuando volvió a firmar con el ejecutivo Michael Hoppé de Polydor Records Canadá en 1978, la discográfica lanzó una nueva canción como sencillo, con "Music Box Dancer" en la cara B. El sencillo se envió a las emisoras de radio easy listening de Canadá, pero una copia se envió por error a CFRA-AM, una emisora de pop de Ottawa. El director del programa puso la cara A y no pudo entender por qué se había enviado a su emisora, así que puso la cara B para ver si el disco estaba marcado por error. Le gustó "Music Box Dancer" y lo añadió a la lista de reproducción de su emisora, convirtiendo el disco en un éxito canadiense. Dave "50.000" Watts, una personalidad de la radio del Valle de Ottawa, dio al disco una amplia difusión en la emisora. El álbum se convirtió en disco de oro en Canadá, lo que llevó a Polydor a publicar el álbum y el sencillo en Estados Unidos.
En Nashville, el productor de noticias Bob Parker de WNGE-TV empezó a poner la canción en los créditos finales del noticiario. Los DJs de Nashville no tardaron en poner la canción en el aire, y tanto el sencillo como el álbum fueron un éxito. El sencillo, que vendió un millón de copias (con certificación de oro), alcanzó el número 3 en la lista Billboard Hot 100 en la primavera de 1979 y el número 4 en la lista Billboard Easy Listening, mientras que el álbum alcanzó el número 21 en la lista Billboard Top Album y también fue disco de oro. Polydor concedió un disco de oro a la cadena de televisión WNGE por difundir el sencillo en Estados Unidos.
"Music Box Dancer" fue el único éxito pop de Mills en el Top 40 de Estados Unidos. La continuación, otro instrumental de piano, "Peter Piper", alcanzó el número 48 en el Billboard Hot 100, pero se convirtió en un éxito del Top 10 en la lista Billboard Adult Contemporary. Mills consiguió una última entrada en la lista de Adult Contemporary, "Happy Song", que alcanzó el número 41 a principios de 1981.
Mills ganó dos premios Juno en 1980 por "Peter Piper", uno como compositor del año y otro como artista instrumental del año. Volvió a ganar en esta última categoría en 1981.
Siguió publicando álbumes hasta principios de la década de 1990. En 2010 realizó una gira navideña con la cantante canadiense Rita MacNeil. Mills y MacNeil volvieron a hacer una gira en noviembre-diciembre de 2012.

## Apariciones en cine y televisión
"Music Box Dancer" fue el tema principal del programa local de documentales de media hora de la CBS de Los Ángeles 2 on the Town desde 1979 hasta principios de la década de 1980.
"Music Box Dancer" se ha escuchado en un episodio de Los Simpson y en las películas de Kill Bill. Se utilizó como sintonía del programa de golf de la BBC2, Around with Alliss, y también como tema popular en las transmisiones de prueba de la BBC1. Otros temas de Frank Mills, como "From a Sidewalk Cafe", se utilizaron en la BBC1 y la BBC2 en los años setenta y ochenta durante las transmisiones de prueba, el ceefax y los intervalos entre programas.
A finales de los años 70 y principios de los 80, Mills hizo varias apariciones en los telemaratones anuales de Telemiracle emitidos desde Saskatoon y Regina (Saskatchewan).